# マウンダー極小期

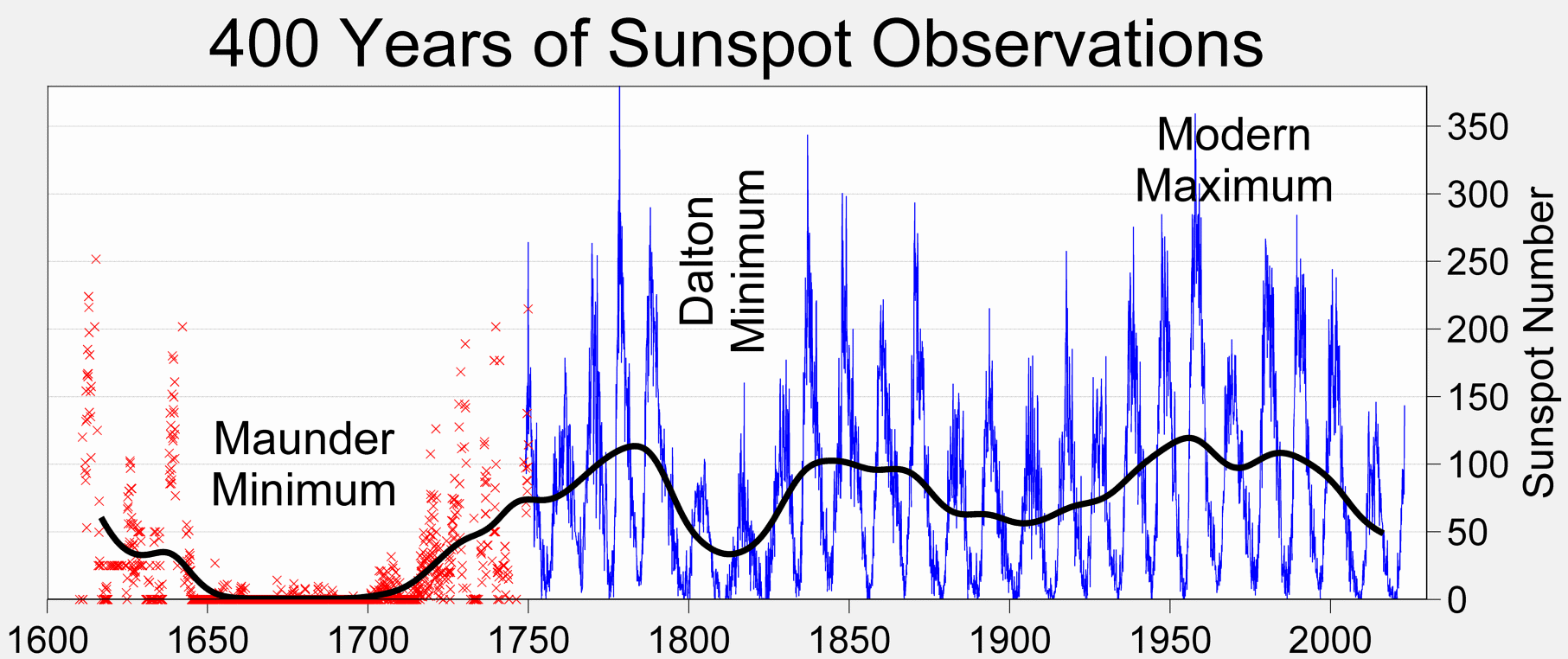
太陽黒点数の400年間の歴史におけるマウンダー極小期

炭素14生成量の変遷から描かれる過去の太陽活動

マウンダー極小期（マウンダーきょくしょうき、Maunder Minimum）あるいはモーンダー極小期は、おおよそ1645年から1715年にかけて太陽黒点の観測数が著しく減少し、太陽磁気活動が弱まった期間の名称。太陽天文学の研究者で黒点現象の消失について過去の記録を研究したエドワード・モーンダーの名前にちなむ。マウンダー極小期中の30年間に、観測された黒点数は、たった約50を数えるだけであった。通常であれば4 - 5万個程度が観測によって数えられるであろう期間である。
地球のオゾン層に到達して吸収される紫外線が減ったことで、寒冷化をもたらしたと推測されている。

## 太陽黒点の観測記録
| 年代     | 黒点数 |
| -------- | ------ |
| 1610年代 | 9      |
| 1620年代 | 6      |
| 1630年代 | 9      |
| 1640年代 | 2      |
| 1650年代 | 3      |
| 1660年代 | 1      |
| 1670年代 | 0      |
| 1680年代 | 1      |

マウンダー極小期の1645年 - 1715年の間は、太陽黒点の数が非常に少なく観測された。これらの記録が期間中欠落なくあるのは、17世紀に活躍した二人の天文学者ジャン・ピカールとフィリップ・ド・ラ・イールらのパリ天文台における組織的な太陽面観測が開始されていたことが大きい。1610年 - 1681年までのそれぞれ10年ごとに区切った期間での黒点観測数は、右記の通りである。
マウンダー極小期中でも、太陽黒点数の11年周期の変化は太陽黒点の個体数の変化から読み取ることができる。極大は1674年、1684年、1695年、1705年、1716年に観測された。この期間中、太陽黒点活動は太陽面の南半球に集中していた。マウンダー極小期晩期の11年周期は、例外的に北半球面にも現れたことが記録されている。なお、日本の名古屋大学の研究グループは放射性同位体である炭素14（14C）の分析により、周期が14年に変動していたと報告している。

## 地球気候への影響
マウンダー極小期は中世における小氷期中頃の寒冷期の遠因と目され、この時期のヨーロッパ、北米大陸、その他の温帯地域において冬は著しい酷寒に震え、暦の上では夏至であっても夏らしさが訪れない年が続いた。北半球平均気温は極小期の前後と比べて0.1 - 0.2度低下したのではないかとされている。
2010年、東京大学・名古屋大学・名古屋工業大学の研究チームが、この時期の日本（江戸時代初期）は周期的に雨が多い湿潤な気候であったと奈良県内ある杉などの老木（樹齢390年超）の年輪を分析して結論付け、論文にまとめた。
なお太陽黒点の活動低下と、地球の気温の変化についてはまだよく分からない部分も残っている。例えば2010年頃の極小期では太陽放射が減る一方で、スペクトルの変化によって大気による吸収がむしろ増える可能性も指摘されている。

## 他の観測記録

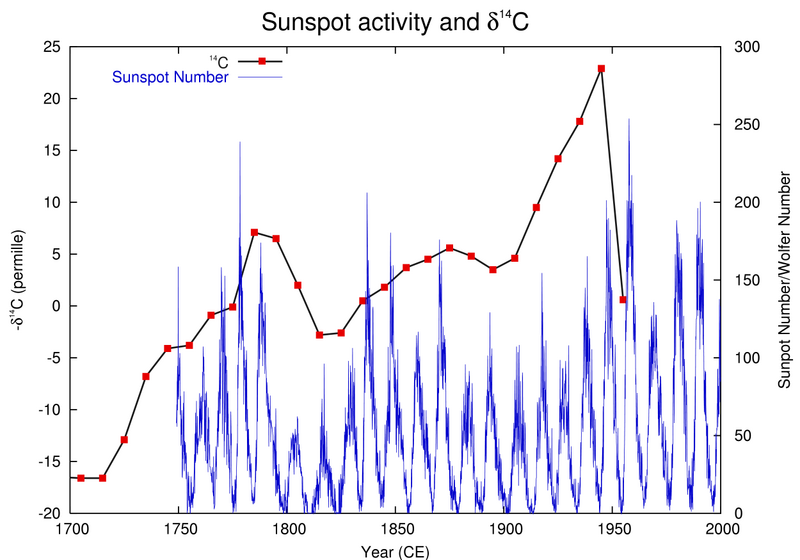
炭素14の変化（赤い点）と太陽黒点数の相関グラフ

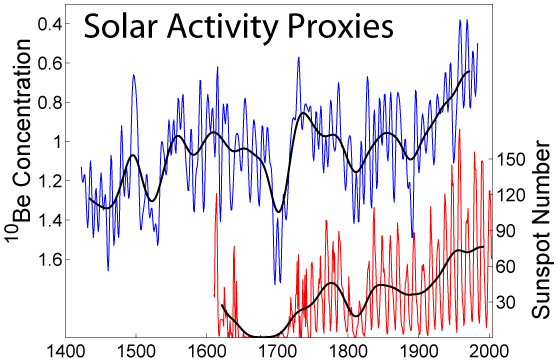
太陽活動の相関関係グラフ：太陽黒点数と地球外起源の放射性同位体生成量の変化

マウンダー極小期における太陽活動の低下は、地球への宇宙線輻射量に影響を及ぼした。これは14Cの生成量の変動を引き起こし、考古学で発掘物の年代を同定するために用いられる放射性炭素年代測定の結果を修正させることになった。
太陽活動はベリリウムの同位体の一つである10Beの生成量にも影響を及ぼす。また宇宙起源の放射性同位体のバリエーションも、太陽活動との相関性を示す。
他の歴史的な太陽黒点極小期は、直接の観測もしくは氷床コア中の14Cと木の年輪の解析作業により見出された。これらにはシュペーラー極小期や、多少顕著さを欠くダルトン極小期（1790年 - 1820年）などが含まれる。その結果、過去8,000年間に18の極小期があり、現在の太陽活動は極小期の間の1/4を過ぎた時期にあることがわかった。
近年ある論文によればヨハネス・ヘヴェリウスやジョン・フラムスティードの観測記録を分析し、マウンダー極小期の真最中である1666年から1700年に掛けては太陽の自転周期が長くなっていると指摘した。
マウンダー極小期におけるオーロラは、普段と変わらず観測されたという。詳細な分析は、ウィルフリート・シュローダー（Wilfried Schröder）により提出されている。
加えて、マウンダー極小期についての基礎的論文としてはCase studies on the Spörer, Maunder and Dalton Minima.がある。